# Listras de Tigre (Encélado)

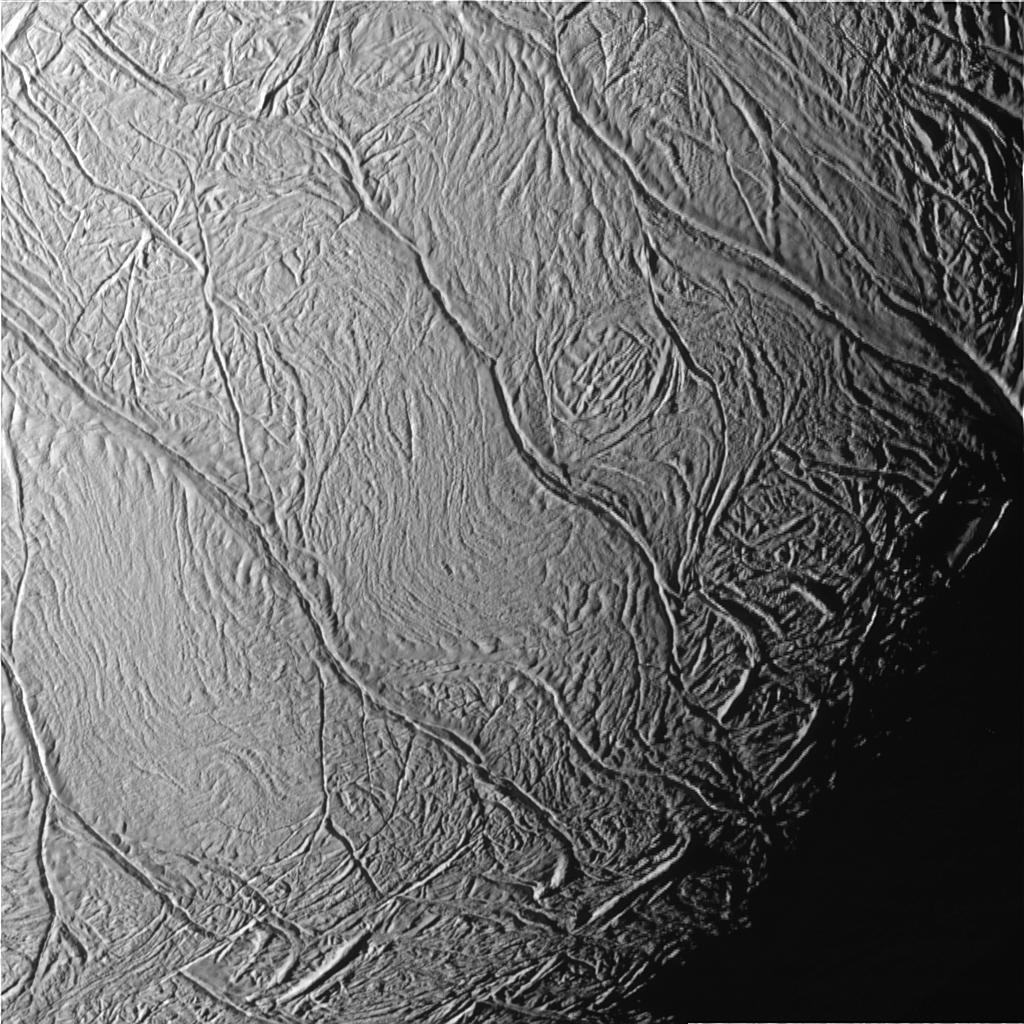
As listras de tigre no polo sul de Encélado, em 14 de julho de 2005.

As Listras de Tigre de Encélado consistem de quatro depressões lineares sub-paralelas na região do polo sul da lua de Saturno. Foram observadas pela primeira vez em 20 de maio de 2005, pelas câmeras da sonda Cassini (embora visto obliquamente durante um sobrevoo precoce), as características são mais notáveis em imagens de baixa resolução, por seu contraste do brilho do terreno ao redor. Observações de alta resolução foram obtidas por diversos instrumentos da sonda espacial Cassini durante um voo rasante em Encélado, em 14 de julho de 2005. Estas observações revelaram que as listras de tigre podem ser baixas cristas com uma fratura central. Observações do espectómetro infravermelho (em inglês: Composite Infrared Spectrometer - CIRS) mostraram que a listras de tigre possuem a superfície em temperatura elevada, indicando criovulcanismo em Encélado.

## Nomes
O nome "listras de tigre" é um termo não-oficial dado a estas quatro linhas na superfície do satélite com base no distinto albedo. Enceladean sulci (sulcos e cristas subparalelos), como Samarkand Sulci e Harran Suci, foram nomes de cidades ou países referentes As Mil e uma Noites. Em conformidade, em novembro de 2006, as listras de tigre foram atribuídas aos nomes oficiais de Alexandria Sulcus, Cairo Sulcus, Baghdad Sulcus e Damascus Sulcus (Camphor Sulcus, ou Sulco Cânfora, é uma pequena estrutura que se ramifica da Alexandria Sulcus). Baghdad e Damascus sulci são os mais ativos, enquanto Alexandria Sulcus é menos ativo.

## Aparência e geologia
Imagens da câmera ISS a bordo da sonda espacial Cassini relevaram as quatro listras de tigre como sendo uma série de depressões lineares sub-paralelas flanqueadas de cada lado por pequenos cumes. Em média, cada depressão das listras de tigre tem 130 quilômetros de extensão, 2 quilômetros de largura e 500 metros de profundidade. Os cumes ao redor têm, em média, 100 metros de altura e 2 a 4 km de largura. Dada a sua aparência e seu ambiente geológico dentro de uma região tectônica fortemente deformada, as listras podem ser classificadas como fraturas tectônicas. No entanto, sua correlação com o calor interno e uma grande pluma de vapor de água sugere que as listras podem ser o resultado de fissuras na litosfera de Encélado. Cada listra é separada da outra por, aproximadamente, 35 km de distância. As extremidades de cada faixa diferem em aparência entre o hemisfério antiSaturniano e o sub-Saturniano. No hemisfério antiSaturniano, as listras terminam em ganchos em forma de curva, enquanto o sub-Saturniano em bifurcações tipo dendritos.
Praticamente não há crateras de impacto nas listras ou nas proximidades, sugerindo que é uma superfície em idade muito jovem. Estimativas sobre a idade da superfície se baseiam na contagem das crateras, o que rendeu uma idade de 4 a 100 milhões de anos se assumir um fluxo lunar como formação de crateras; e 5 a 1 milhão de anos se assumir um fluxo constante de crateras.

## Composição

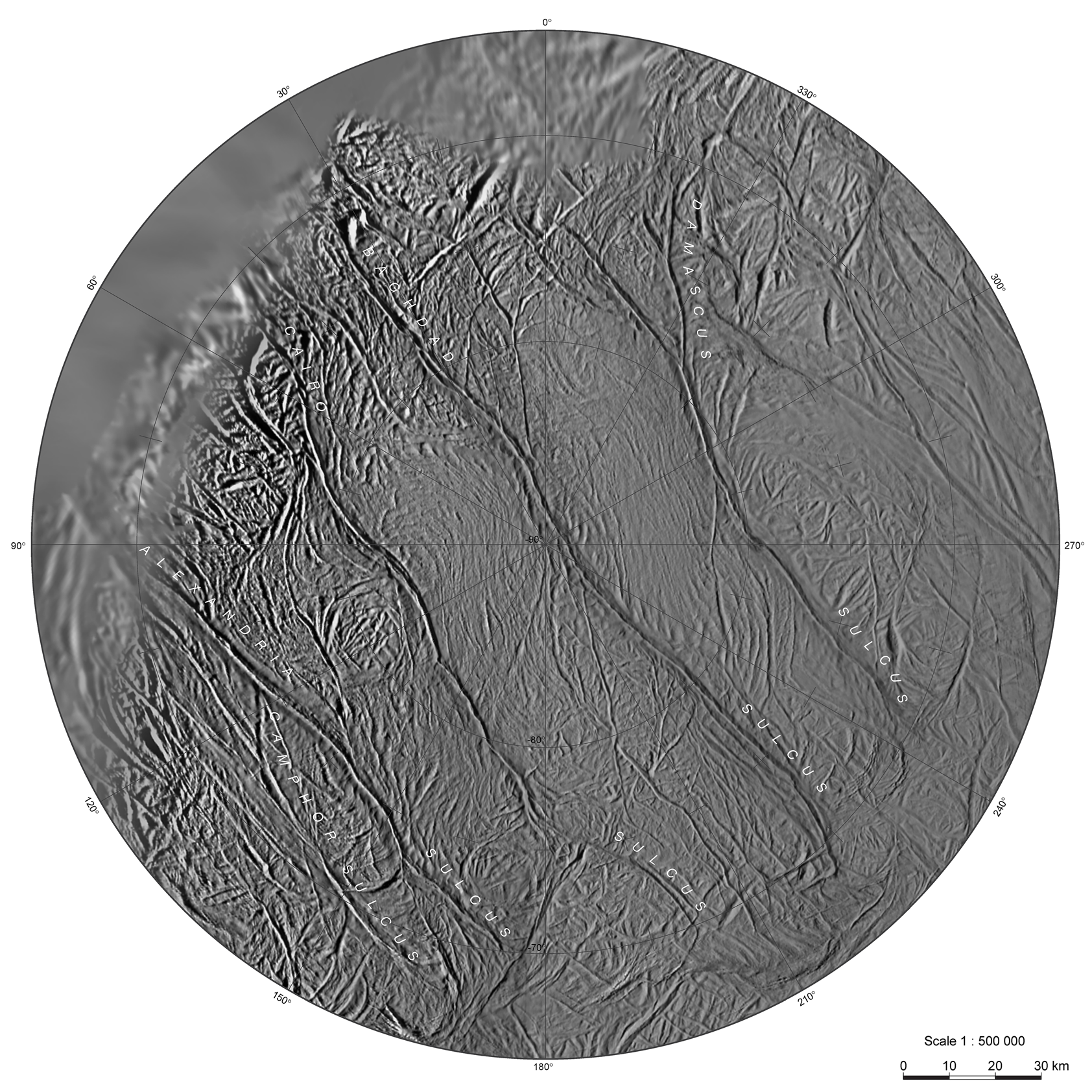
Mapa do polo sul de Encélado

Outro aspecto que distingue as listras de tigre do resto da superfície de Encélado é a sua composição incomum. Quase toda a superfície de Encélado é coberta por um manto de grão fino de gelo de água. Os cumes que circundam as listras de tigre são muitas vezes cobertos de uma granulação grossa de água de gelo. Este material aparece escuro no filtro da câmera IR3 (filtro infravermelho) da sonda espacial Cassini (comprimento da onda de 930 nanômetros), dando às listras uma aparência escura nas imagens de filtro claro e uma aparência azul-esverdeada em falsa cor. O espectrômetro de mapeamento visual e infravermelho (VIMS) também detectou gelo de dióxido de carbono e compostos orgânicos simples nas listras. Material orgânico simples não foi detectado em nenhum outro lugar sobre a superfície de Encélado.
A detecção de gelo de água ao longo das listras de tigre também fornece uma restrição de idade. Gelo de água gradualmente perde a sua estrutura cristalina após ser resfriado e submetido ao envolvimento com a magnetosfera de Saturno. Tal transformação do gelo em grãos finos leva a pensar que possui algumas poucas décadas a até mil anos.